# Beaucarnea recurvata

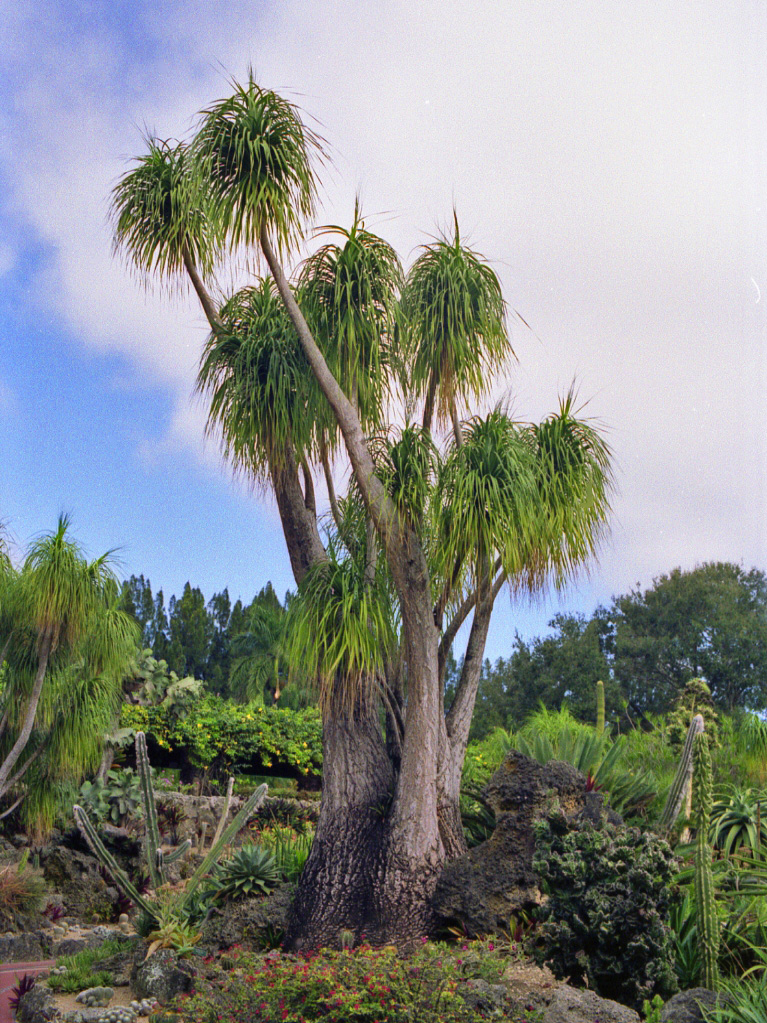
Vista de la planta

Beaucarnea recurvata, és una espècie de planta suculenta dins la família asparagàcia. Es troba a Mèxic, als estats mexicans de Tamaulipas, Veracruz, i San Luis Potosí.

## Descripció
Beaucarnea recurvata té un càudex molt notable que emmagatzema aigua. Pot arribar a fer uns 10 m d'alt i té l'aspecte d'una palmera però no n'està estretament relacionat. Es cultiva com planta ornamental d'interior i a l'aire lliure. Són plantes de creixement molt lent i toleren la sequera.

## Taxonomia
Beaucarnea recurvata va ser descrita per Charles Antoine Lemaire i publicat a L'illustration horticole 8(Misc.): 59, l'any 1861.
Sinònims
- Beaucarnea inermis (S.Watson) Rose
- Beaucarnea tuberculata Roezl
- Dasylirion inerme S.Watson
- Dasylirion recurvatum (Lem.) J.F.Macbr.
- Nolina recurvata (Lem.) Hemsl.
- Pincenectitia tuberculata Lem.[3]